# Der Feind meines Feindes
Der Feind meines Feindes ist ein deutscher Fernsehfilm aus dem Jahr 2022 von Marcus O. Rosenmüller mit Hans Sigl, Oliver Mommsen und Katharina Nesytowa. Es handelt sich um die Fortsetzung von Flucht durchs Höllental (2019). Die Erstveröffentlichung des Thrillers war Ende Februar 2022 in der ZDF Mediathek, die Erstausstrahlung erfolgte am 7. März 2022 im ZDF und am 9. März 2022 im ORF.

## Handlung
Der ehemalige Anwalt Klaus Burg und dessen 18-jährige Tochter Alina haben sich im Zeugenschutzprogramm in einem abgelegenen Fischerdorf in Island eine neue Existenz aufgebaut. Unter seiner Mithilfe war es dem Landeskriminalamt Bayern gelungen, einen Clan der ’Ndrangheta auffliegen zu lassen. Durch sein Wissen ist Klaus Burg allerdings weiterhin in Gefahr, denn Burg hatte Einblick in La Carta, die Wirtschaftsaufzeichnungen des Mafiaclans. Diesem gelingt es anhand eines Selfies von Alina an ihre Freundin, Burgs Aufenthaltsort herauszufinden, um ein Mordkommando auf ihn und Alina anzusetzen. Ein Mordanschlag kann in letzter Sekunde durch das überraschende Eingreifen eines Söldner-Teams verhindert werden. Das Team handelte im Auftrag des Selfmade-Milliardärs Gabriel Morales, der Burg in Italien treffen möchte, wo er ihm bei seiner Ankunft am Lago Maggiore ein Angebot macht. Alina bleibt währenddessen in der Obhut der Söldner auf den Färöer-Inseln.
Morales möchte das Wissen Burgs um die Wirtschaftsaufzeichnungen der ’Ndrangheta. Im Gegenzug dafür bietet er ihm eine neue Identität in San Diego unabhängig vom LKA sowie Schutz für ihn und seine Tochter an. In Italien lernt Burg außerdem Giulia Morales, die Schwester von Morales kennen, die in Bozen Deutsch studiert hatte sowie Alessia Morales, die aus der Schweiz stammende Frau von Morales. Das Ehepaar hat einen gemeinsamen Sohn Luca und lernte sich beim Studium in Luzern kennen. Burg gewährt Morales Einblick in die Geschäftsstrukturen der ’Ndrangheta mit Hilfe von Unterlagen, die ein Klient in die Cloud hochgeladen hatte. Bei einer Ausschreibung konkurriert Morales mit drei verschiedenen Unternehmen, die Treuhandkonten dieser laufen über dieselbe Kanzlei, die wiederum zu einer Holding in Panama gehört. Da Panama-Konten gegen das Vergaberecht verstoßen, kann sie Morales von der Ausschreibung ausschließen lassen, die ’Ndrangheta verliert damit einen Auftrag über 140 Millionen Euro.
Von Barbara Leyendecker vom Bayerischen LKA erfährt Burg, dass Morales ursprünglich DiMasio hieß und drei Jahre zuvor seinen Namen geändert hatte, als er das Erbe seines Vaters Giovanni DiMasio als Führer der Cosa Nostra in Oberitalien antrat. Leyendecker steht mit Bruno Telessio in Kontakt, der seit Jahrzehnten hinter der Mafia her ist. Innerhalb der Cosa Nostra ist Gabriel Morales umstritten und steht vor der Ablösung als deren Anführer, weil er einen Krieg mit der ’Ndrangheta angezettelt hat. Morales erzählt Burg, dass er von den Padrini, darunter Toto Conte und Pietro Connagi, zwei Jahre erhalten habe, um die Geschäfte in legale Unternehmen und die Costa Nostra in einen legalen Konzern umzuwandeln. Gabriel Morales selbst schätzt es so ein, dass er dabei weit gekommen sei, ihm allerdings die Zeit davon laufe, da er befürchtet, dass sein Onkel Pietro Connagi die Führung seines Mafiaclans übernehmen könnte. Nachdem seine Schwester bei einem Bombenanschlag ums Leben gekommen ist, vermutet Morales darin einen Racheakt der ’Ndrangheta. Morales kündigt Burg ein Treffen mit den Padrini an, um zu entscheiden wie es mit ihm weitergeht, Burg ergreift daraufhin die Flucht und wird unterwegs von Leyendecker und Telessio aufgegriffen. Laut Telessio kam der Anschlag auf Giulia aus den Reihen der Cosa Nostra selbst und nicht von der ’Ndrangheta. Auf Aufnahmen einer Überwachungskamera findet sich Vico Connagi beim Platzieren des Sprengsatzes.
Beim Treffen der Padrini stellt Pietro Connagi den Führungsanspruch als Capo dei Capi und löst Gabriel Morales in dieser Funktion ab. Später hilft ihm Telessio dabei, mit Hilfe der Aufnahmen, die Vico Connagi beim Platzieren des Sprengsatzes zeigen, die Führung wiederzuerlangen. Im Gegenzug dafür möchte er von Gabriel Morales künftig von jedem seiner Schritte der Umstrukturierung im Rahmen einer Kronzeugenregelung informiert werden. Pietro und Vico Connagi werden von Telessio festgenommen. Toto Conte fordert von Gabriel Morales, Burg zu beseitigen, weil er zu viel weiß. Am nächsten Tag besteigt Burg ein Boot, das vor den Augen von Conte auf dem See explodiert. Conte gibt sich zufrieden. Tatsächlich hat Burg die Explosion mit Hilfe von Gabriel Morales überlebt. Am bereitstehenden Flugzeug in die USA trifft Burg seine Tochter wieder.

## Produktion und Hintergrund
Die Dreharbeiten fanden im April und Mai 2021 im Piemont in Italien statt. Gedreht wurde in Turin und am Lago Maggiore.
Produziert wurde der Film im Auftrag des ZDF von der FictionMagnet GmbH, Unterföhring in Zusammenarbeit mit der neuen deutschen Filmgesellschaft Berlin GmbH (Produzent Hans-Hinrich Koch). Die Serviceproduktion in Italien übernahm die Viola Film S.R.L. Unterstützt wurde die Produktion vom Piemont Film & TV Fond und der Filmcommission Torino Piemonte.
Die Kamera führte Namche Okon, für den Ton zeichnete Andreas Walther verantwortlich und für das Casting Ursula Danger und Christine Mattner. Das Szenenbild wurde von Valentina Ferroni gestaltet, die Kostüme von Susanne Roggendorf und das Maskenbild von Sylvia Reusch und Rosa Singhofen.
Während die Rolle der Alina Burg in Flucht durchs Höllental (2019) von Leonie Wesselow übernommen wurde, spielte diese Rolle in Der Feind meines Feindes Sofie Eifertinger.

## Rezeption

### Kritiken
Tilmann P. Gangloff vergab auf tittelbach.tv 4,5 von sechs Sternen, die Fortsetzung von Flucht durchs Höllental sei mindestens eine Klasse besser, auch wenn sich die Geschichte der gleichen Zutaten bediene. Der Film entpuppe sich als Thriller, in dem es kaum Leerlauf, aber einige Überraschungen gebe, zudem erfreue dieser durch prächtige Landschaftsaufnahmen.
Oliver Armknecht bewertete den Film auf film-rezensionen.de mit vier von zehn Punkten und meinte, dass die Figuren langweilig seien, die Geschichte abwechselnd eintönig oder zu übertrieben. Neben schönen Bildern sei lobenswert, dass zumindest manchmal auf Mehrsprachigkeit gesetzt wurde. Letztendlich sei der Film aber ein ziemlich langweiliger Thriller ohne eigenes Flair.
Cornelia Wystrichowski vom Redaktionsnetzwerk Deutschland schrieb, dass der Thriller zwar nicht gerade atemberaubend, aber durchaus zügig erzählt sei, Durchhänger kenne der Film kaum. Optisch sei der Thriller großes Kino, er greife aber bei seinen Stilmitteln tief in die Klischeekiste.
Hans Czerny meinte auf prisma.de, das zuletzt kein Thriller herauskomme, aber eben auch keine unfreiwillige Corleone-Parodie. Autor und Regisseur gelinge es, die Spannung hochzuhalten. Wenn es gar nicht mehr anders gehe, lassen sie es halt fürchterlich krachen. Die Location überzeuge, Innenräume böten Prachtkulissen.

### Einschaltquote
Die Erstausstrahlung im ZDF am 7. März 2022 wurde in Deutschland von 6,1 Millionen Zuschauern gesehen und erreichte einen Marktanteil von 20,5 Prozent.